# Schizachyrium rhizomatum
Schizachyrium rhizomatum là một loài thực vật có hoa trong họ Hòa thảo. Loài này được (Swallen) Gould miêu tả khoa học đầu tiên năm 1967.